# Љубиша Ракић
Љубисав Љубиша Ракић (Сарајево, 11. април 1931 — Београд, 14. октобар 2022) био је српски професор, научник, академик САНУ.

## Биографија
Родитељи су му били просветни радници. Завршио је Медицински факултет Универзитета у Београду 1955. године. На истом факултету је докторирао 1960. године. Постао је асистент на катедри за физиологију и биохемију Медицинског факултета у Београду. Године 1961. постао је доцент, а 1969. професор. Од 1971. године је професор неуробиологије на Центру за мултидисциплинарне студије Универзитета у Београду. 
Ракић је био члан многих научних друштава и академија у Србији (Српска академија наука и уметности, Научно друштво Србије, Српско лекарско друштво, Друштво биохемичара) и иностранству (Интернационално друштво биохемичара и физиолога, неуробиолога, неурохемичара). 
Његова истраживања обухватају биохемијску организацију централног нервног система, регулационе механизме раздражења и инхибиције у централном нервном систему, централни нервни систем и рак и генска терапија тумора и др.

## Лични живот
Његова супруга Веселинка Шушић-Ракић (1934—2018), такође је била лекарка, професор Медицинског факултета и члан Српске академије наука и уметности. Преминуо је након краће болести 14. октобра 2022. године у Београду.

## Награде
- Седмојулска награда (1968)[4]
- Награда АВНОЈ-а (1977)[4]
- Орден рада 3. реда[4]
- Орден рада са златним венцем[4]
- Орден братства и јединства[4]
- Медаља за допринос миру (1994)[4]